# 聯合國大會第1654號決議
聯合國大會第1654(XVI)號決議（United Nations General Assembly Resolution 1654(XVI)）是联合国大会于1961年11月27日准许殖民地国家及民族独立宣言的实施情形。

## 外部連結
- 联合国大会1654(XVI)号决议 （页面存档备份，存于）